# 横山洋吉
横山 洋吉（よこやま ようきち、1942年2月9日 - 2023年2月6日）は、日本の地方公務員。東京都教育委員会教育長、東京都副知事、全国信用保証協会連合会会長、日本宝くじ協会理事長等を務めた。

## 略歴
- 1965年3月 - 中央大学法学部卒業
  - 4月 - 東京都庁入庁
- 1996年7月 - 東京都監査事務局長
- 1998年7月 - 東京都財務局長
- 1999年6月 - 東京都総務局長
- 2000年7月 - 東京都教育委員会委員及び教育長
- 2004年7月 - 東京都教育長再任
- 2005年6月 - 東京都教育長辞任
  - 6月23日 - 東京都副知事
- 2007年5月 - 東京都副知事退任
- 2007年7月 - 東京信用保証協会理事長
- 2012年11月 - 瑞宝中綬章受章[1]
- 2013年 - 東京のあすを創る協会会長[2]
  - 全国信用保証協会連合会会長[3]、日本宝くじ協会理事長、東京オリンピック・パラリンピック競技大会組織委員会顧問[4]
- 2023年2月6日 - がんのため自宅で死去[5]。80歳没。死没日付をもって正五位に叙された[6]。

## 東京都教育長として
2001年、以前から識者に問題視されていた東京都立高等学校の大学入試への準備体制の強化をはかるため、進学指導重点校を設定した。
また日の丸・君が代をめぐる問題で、日本教職員組合とは対立する姿勢を取った。2003年10月23日には「10.23通達」において、入学式・卒業式などの学校行事に際して、現場の教職員が率先して『君が代』斉唱を行うことを要求し、違反した者には「服務上の責任がとられる」として戒告などの処分が下されることを示唆。国歌斉唱時に起立を拒否した教員には、減給や戒告などの処分が下ることもあった。2004年3月11日に東京都立板橋高等学校卒業式で、元教員が国歌斉唱時に不起立を呼びかけて式場から退去させられ、卒業生の一部が国歌斉唱を拒否する事態に発展したが、横山教育長は退去させられた元教員に対し、威力業務妨害罪等で刑事告発を行った。

## 東京都副知事として
東京都副知事就任後は、教育問題を担当。後に筆頭副知事に昇格して石原慎太郎東京都知事を支え、2016年東京オリンピック構想の招致活動においても副知事として先頭に立った。